# Robert Krupowicz
Robert Wiesław Krupowicz (ur. 19 lipca 1967 w Gryfinie) – polski urzędnik państwowy i samorządowy, magister nauk politycznych, w latach 2005–2007 wojewoda zachodniopomorski, w latach 2010–2024 burmistrz Goleniowa.

## Życiorys
Absolwent II Liceum Ogólnokształcącego im. Mieszka I w Szczecinie, a następnie Wydziału Humanistycznego Uniwersytetu Szczecińskiego (1991). Kształcił się też m.in. w Zachodniopomorskiej Szkole Biznesu (dyplom MBA w 2000) oraz w Szkole Głównej Handlowej (w zakresie finansów, prawa i zarządzania w 2002).
Pracę zawodową rozpoczął w 1990 jako dziennikarz w Polskim Radiu Szczecin. W latach 1991–1993 pracował w delegaturze Urzędu Ochrony Państwa w Szczecinie (współtworzył tamtejsze biuro analiz i informacji). Następnie wrócił do pracy w Polskim Radiu, gdzie w 1993 został kierownikiem redakcji informacji, a od 1998 do 2002 był wiceprezesem zarządu. W latach 2002–2005 prowadził własną działalność gospodarczą z zakresu doradztwa, usług menedżerskich, działał jako ekspert w programach europejskich Phare i pracował jako wykładowca uczelni wyższych. W 2004 zaangażował się w referendum w sprawie odwołania prezydenta Szczecina Mariana Jurczyka.
12 grudnia 2005 został wojewodą zachodniopomorskim, stanowisko to zajmował do 29 listopada 2007. W marcu 2009 zaangażował się w działalność powstałego wówczas stowarzyszenia Szczecin XXI.
21 listopada 2010 w wyniku wyborów samorządowych został radnym gminy Goleniów. Dwa tygodnie później wygrał wybory na urząd burmistrza gminy i miasta Goleniów (z ramienia własnego komitetu „Goleniów Obywatelski”). 14 grudnia tego samego roku został zaprzysiężony na to stanowisko. W 2014 z powodzeniem ubiegał się o reelekcję jako kandydat Platformy Obywatelskiej. W 2018 został wybrany na kolejną kadencję na urząd burmistrza. Nie ubiegał się o ponowny wybór w 2024.